# Źródliska Wisłoki
Źródliska Wisłoki (PLH120057) – projektowany specjalny obszar ochrony siedlisk, aktualnie obszar mający znaczenie dla Wspólnoty, położony w Beskidzie Niskim, na terenie gminy Sękowa, w rejonie Radocyny. Zajmuje powierzchnię 181,84 ha. Leży w obrębie Południowomałopolskiego Obszaru Chronionego Krajobrazu.

## Typy siedlisk przyrodniczych
Występują tu dwa typy siedlisk z załącznika I dyrektywy siedliskowej:
- torfowiska zasadowe o charakterze młak
- górskie łąki konietlicowe

## Fauna i flora
Głównym przedmiotem ochrony są bogate stanowiska poczwarówki zwężonej (Vertigo angustior) – gatunku z załącznika II. Dodatkowo, występują tu inne gatunki chronione prawem unijnym:
- bóbr (Castor fiber)
- wydra (Lutra lutra)
- traszka grzebieniasta (Triturus cristatus)
- traszka karpacka (Lissotriton montandoni)
- kumak górski (Bombina variegata)

Występują tu także gatunki roślin objęte ochroną gatunkową w Polsce, m.in.:
- kruszczyk błotny (Epipactis palustris)
- tłustosz pospolity (Pinguicula vulgaris)
- kukułka Fuchsa (Dactylorhiza fuchsii)
- kukułka szerokolistna (Dactylorhiza majalis)
- bobrek trójlistkowy (Menyanthes trifoliata)